# Juin 1941 (guerre mondiale)
Chronologie de la Seconde Guerre mondiale
Mai 1941 - Juin 1941 -  Juillet 1941
- 1er juin : 
  - Les Alliés achèvent leur retrait de Crète.

- 2 juin : 
  - Établissement en France d'un « Statut spécial pour les Juifs ».

- 4 juin : 
  - L'Irak est envahi par le Royaume-Uni, le gouvernement favorable à l'Axe est renversé.

- 5 juin :

Victimes de la panique, 4000 personnes ont été piétinés ou étouffés en essayant de se réfugier dans des abris au cours d'un raid aérien japonais, le 5 juin 1941.

- - L'aviation japonaise réalise plus de vingt sorties aériennes et Bombarde la ville chinoise de Chongqing durant trois heures. Environ 4 000 civils, réfugiés dans un tunnel, seraient morts asphyxiés ou piétiner[1].

- 7 juin : 
  - À l'instigation du général De Gaulle, entrée en Syrie de troupes Britanniques et des Forces françaises libres. Très violents combats pendant plusieurs semaines contre les troupes vichystes.
- 14 juin : 
  - Déportation dans les pays baltes de 35 000 Lituaniens, de Polonais réfugiés en Lituanie de 35 000 Lettons, et de 10 000 Estoniens par l'URSS.
  - Quatrième phase de déportation des populations polonaises des territoires annexés par l'URSS, 300 000 personnes sont déportées en Sibérie.

- 15 juin : 
  - Libération du général Juin et de 960 autres officiers français à la suite des accords de Paris signés par Darlan avec les Allemands.

- 21 juin : 
  - Entrée à Damas des troupes franco-britanniques.

- 22 juin : 
  - L'Allemagne envahit l'URSS : début de l'opération Barbarossa avec 190 divisions, 5 000 avions et 3 500 chars.

- 23 juin : 
  - La Slovaquie déclare la guerre à l'URSS.

- 24 juin : 
  - Winston Churchill et Roosevelt promettent à l’URSS de l’aide dans la guerre contre les Allemands.
  - Les Allemands s’emparent des villes lituaniennes de Vilnius et de Kaunas.

- 25 juin : 
  - la République populaire de Tannou-Touva déclare la guerre au Reich et à ses alliés.

- 26 juin : 
  - La Finlande déclare la guerre à l'URSS.

- 27 juin : 
  - La Hongrie déclare la guerre à l'URSS.

- 28 juin : 
  - L'Albanie déclare la guerre à l'URSS.

- 30 juin : 
  - Les Allemands s’emparent de Lviv (Lwów).
  - Rupture des relations diplomatiques entre Vichy et l'URSS.